# Marcelo Toscanelli
Marcelo Alberto Toscanelli (nacido el 11 de agosto de 1963) es un exfutbolista argentino. Se desempeñaba como mediocampista central, y se inició en Rosario Central.

## Carrera
Toscanelli tuvo su debut el 24 de diciembre de 1984, por la última fecha del Metropolitano. Central, que ya había perdido la categoría, presentó un equipo de juveniles y goleó a Platense 3-0. Durante el año siguiente integró el plantel que conquistó el Campeonato de Primera B y el consecuente ascenso a Primera División, aunque no jugó oficialmente. Con el canalla retornado a la A, disputó 13 partidos por el Campeonato 1986-87 y se coronó campeón en la máxima categoría del fútbol argentino, en un hecho histórico, el de ganar el campeonato de Primera luego de haber ascendido. Se mantuvo en el equipo rosarino hasta 1989, totalizando 40 encuentros con la casaca auriazul.
Después de dejar Rosario Central, se unió a los Colorado Foxes para la temporada 1990 de la American Professional Soccer League (APSL), donde disputó 16 partidos en la temporada regular y 3 encuentros en los playoffs de la División Norte, sumando un total de 19 apariciones.
Al finalizar la temporada, viajó a Australia para unirse al Sydney United, entonces conocido como Sydney Croatia, para la temporada 1990-91 de la National Soccer League, pero solo jugó un partido.
Luego regresó a los Estados Unidos y volvió a unirse a los Colorado Foxes para la temporada 1991 de la American Professional Soccer League, en la Conferencia Oeste, donde jugó 14 partidos antes de retirarse al final de la temporada.

## Clubes
| Club            | País           | Año       |
| --------------- | -------------- | --------- |
| Rosario Central | Argentina      | 1984-1989 |
| Colorado Foxes  | Estados Unidos | 1990      |
| Sydney United   | Australia      | 1990-1991 |
| Colorado Foxes  | Estados Unidos | 1991      |

## Palmarés
| Título           | Equipo                | País      | Año     |
| ---------------- | --------------------- | --------- | ------- |
| Segunda División | C. A. Rosario Central | Argentina | 1985    |
| Primera División | C. A. Rosario Central | Argentina | 1986-87 |